# Outgames mondiaux 2009
Les Outgames mondiaux 2009 sont les deuxièmes Outgames mondiaux, un événement sportif et culturel organisé par la communauté homosexuelle. Ils ont eu lieu à Copenhague (Danemark), entre le 25 juillet et le 2 août 2009. Il s'agissait alors de l'un des plus importants évènements d'envergure internationale organisé au Danemark, réunissant près de 8 000 personnes provenant de plusieurs pays. Les World Outgames s'adressent premièrement, mais non exclusivement, aux LGBT.
Les jeux rassemblaient 38 disciplines sportives. Plusieurs événements culturels ont été organisés en plus des épreuves sportives, entre autres une conférence sur les droits humains tenue en partenariat avec  Amnesty International.
La cérémonie d'ouverture a vu défiler les participants de 98 pays.
Aucun ministre n'a souhaité parler à la cérémonie d'ouverture, ce qui a été critiqué par un éditorial du journal progressiste Politiken. Lors de la période des jeux, trois participants ont été hospitalisés à la suite d'une agression homophobe. 
Les organisateurs ont déclaré un bénéfice de 234 000 dollars, un succès qui suit le déficit de la première édition, celle des Outgames mondiaux 2006.